# Roques d'en Mercer
Les Roques d'en Mercer és un aflorament rocós de poca prominència, amb una altura de 1.955 metres que es troba a la carena que baixa del Costabona cap a la Collada Fonda, entre els municipis de Molló i de Setcases, a la comarca catalana del Ripollès.